# Tinerkouk
Tinerkouk (em árabe: تنيركوك) é uma cidade e comuna localizada na província de Adrar, no centro-sul da Argélia. Sua população era de 15 980 habitantes, em 2008.